# Pinus yunnanensis
Pinus yunnanensis, сосна юньнанська — один із видів роду сосна родини соснових.

## Поширення
Трапляється тільки в Китаї (провінції Юньнань).
| Соснові | Це незавершена стаття про родину соснові. Ви можете допомогти проєкту, виправивши або дописавши її. |